# Phlox longifolia
Phlox longifolia är en blågullsväxtart. Phlox longifolia ingår i släktet floxar, och familjen blågullsväxter.

## Underarter
Arten delas in i följande underarter:
- P. l. brevifolia
- P. l. longifolia

## Bildgalleri

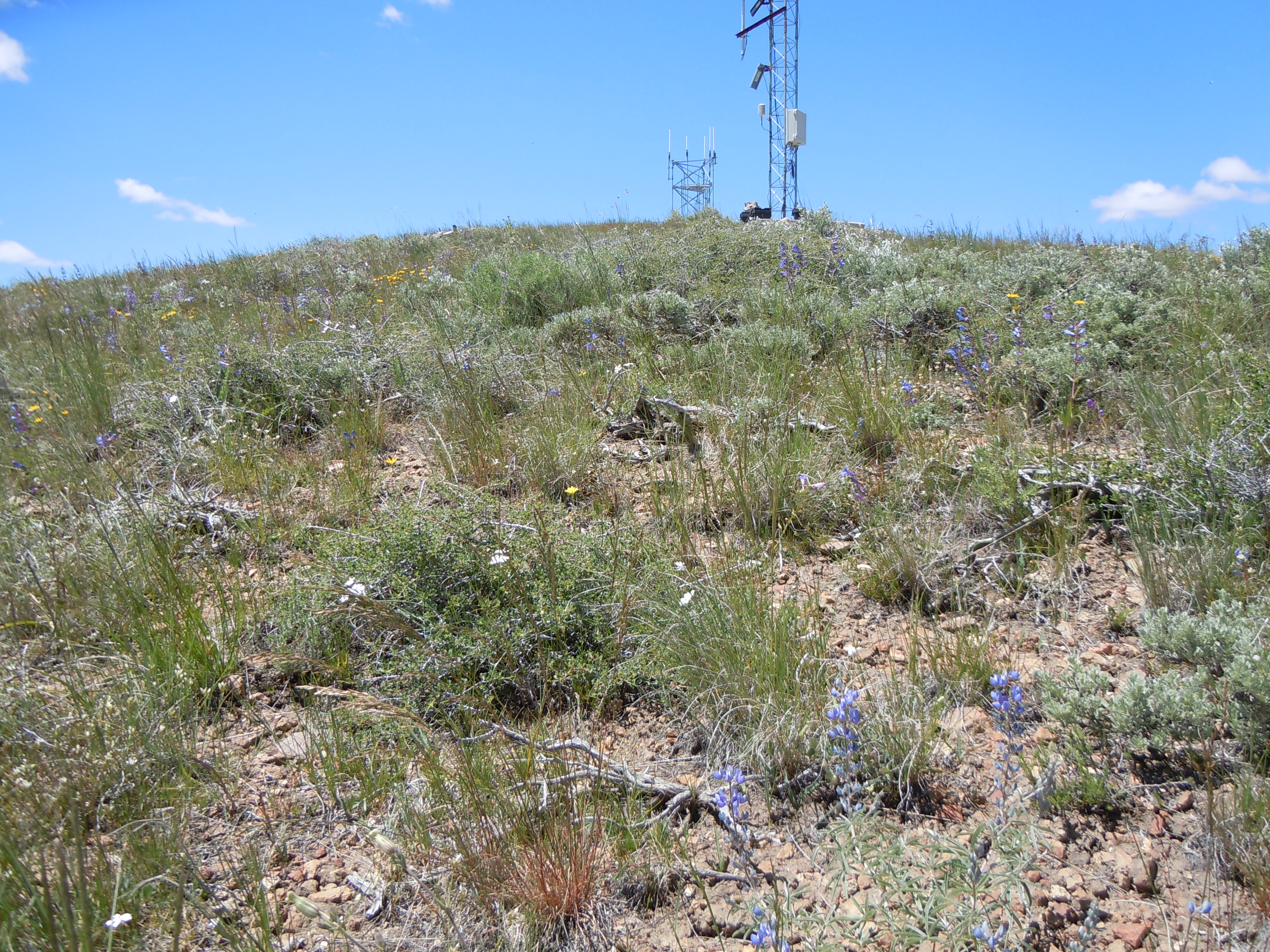
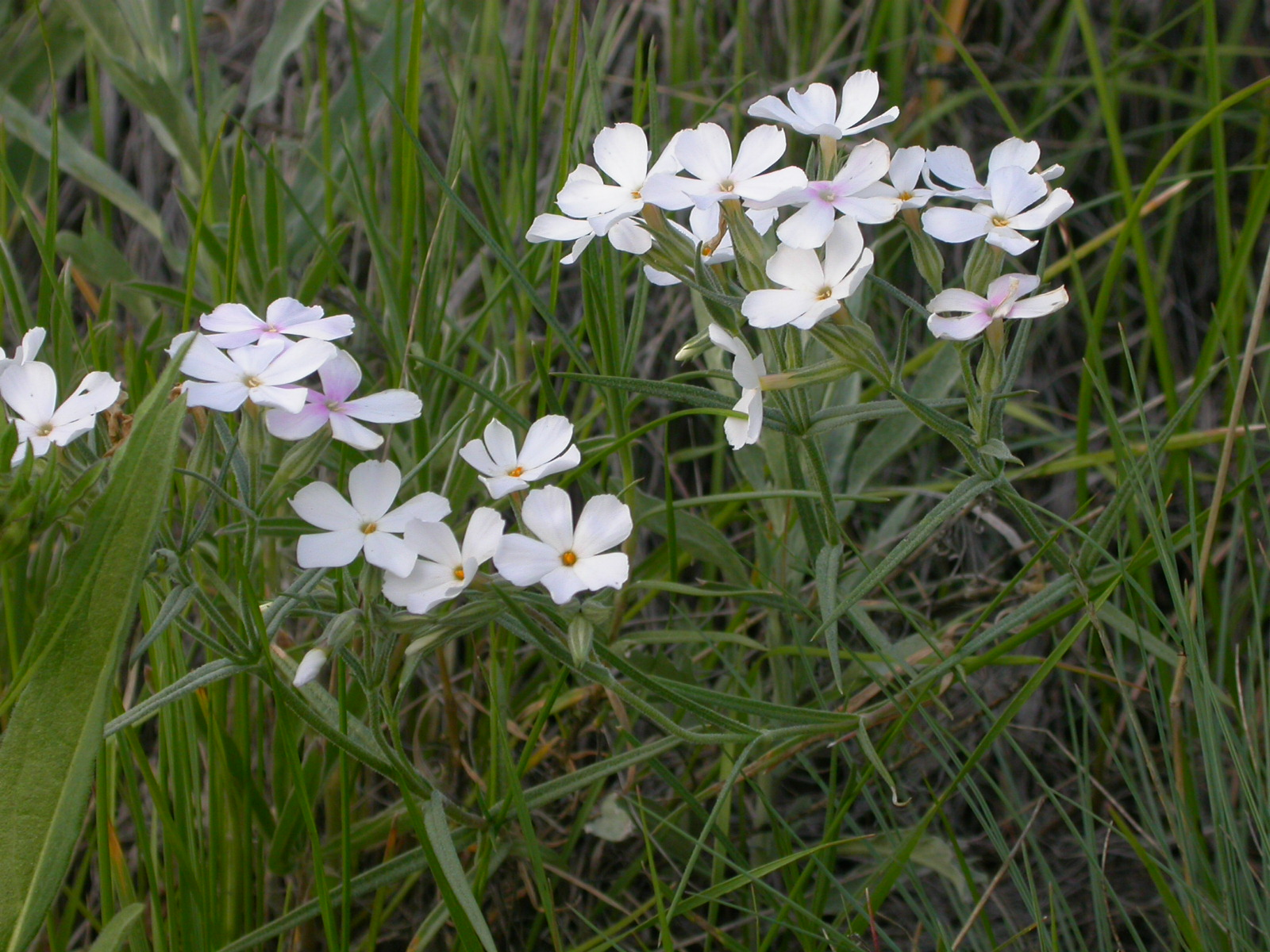
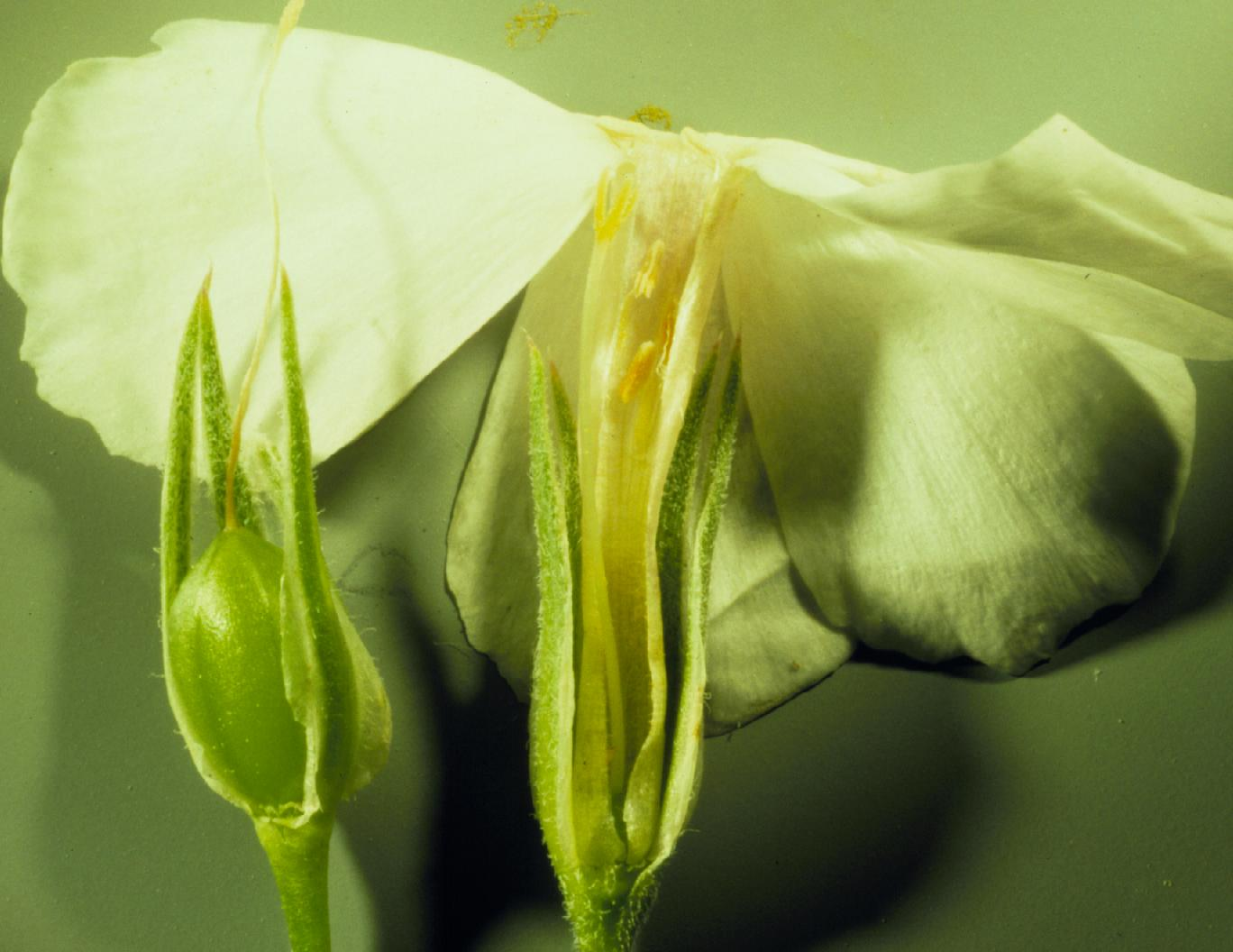
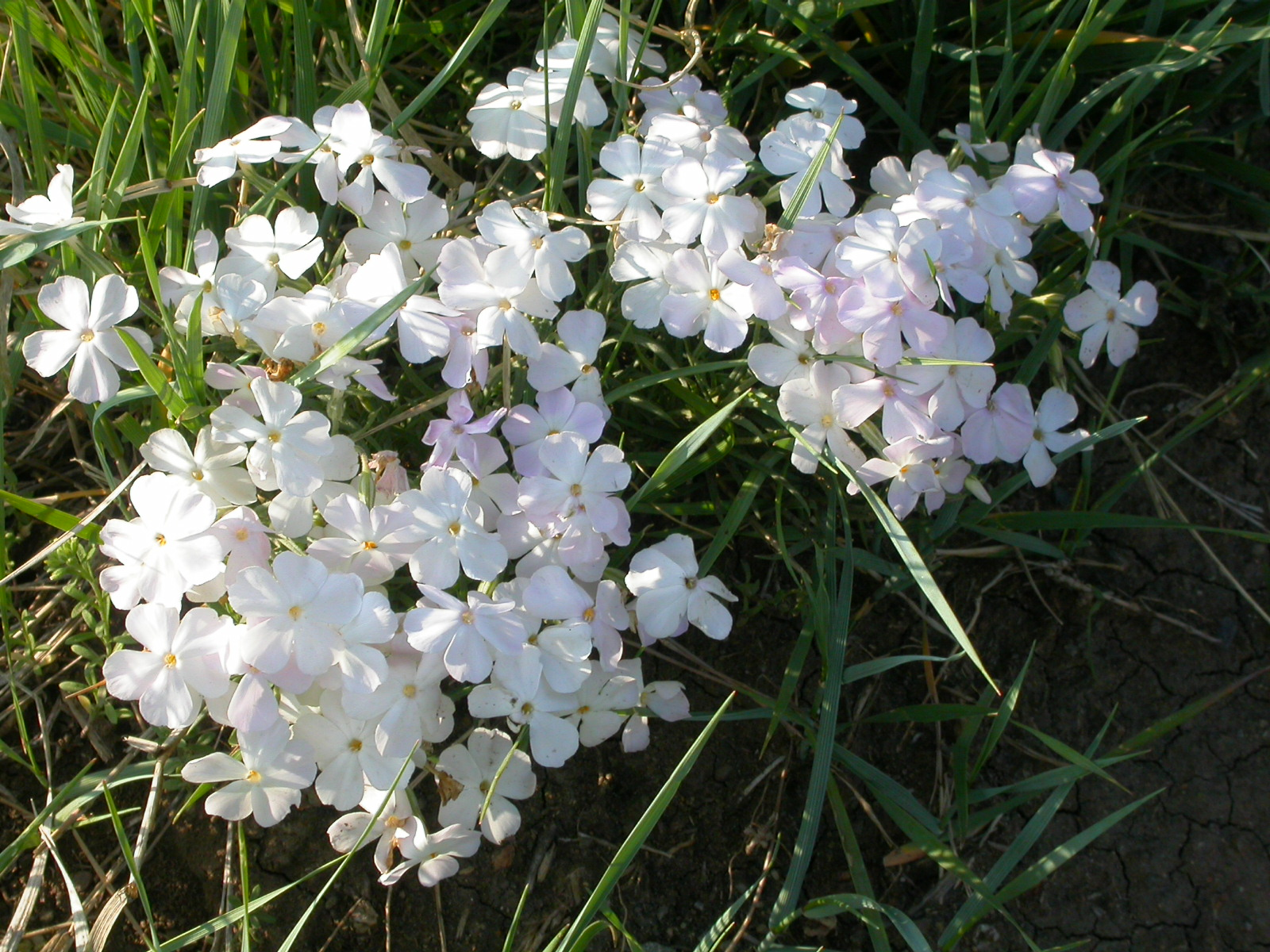
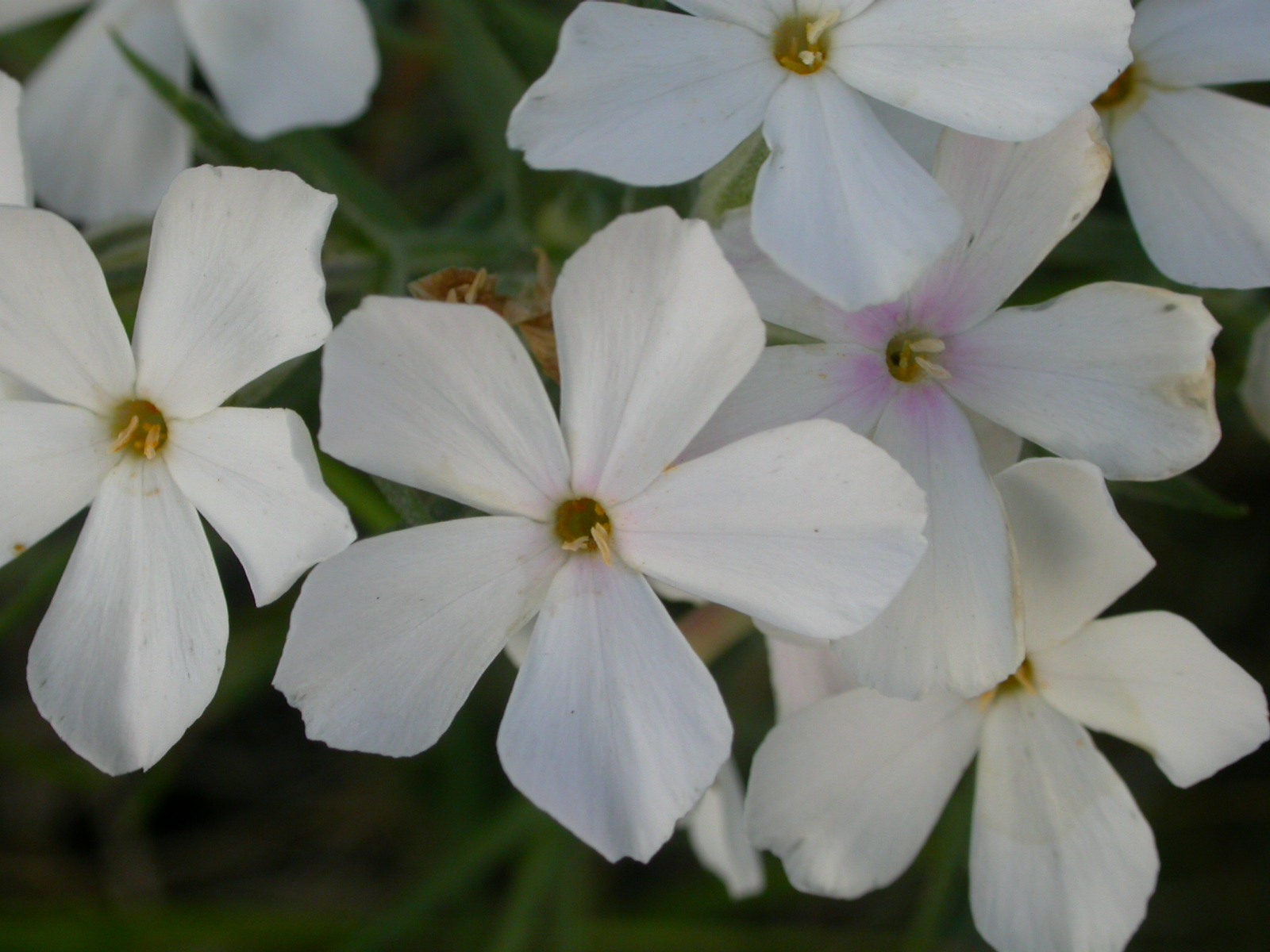
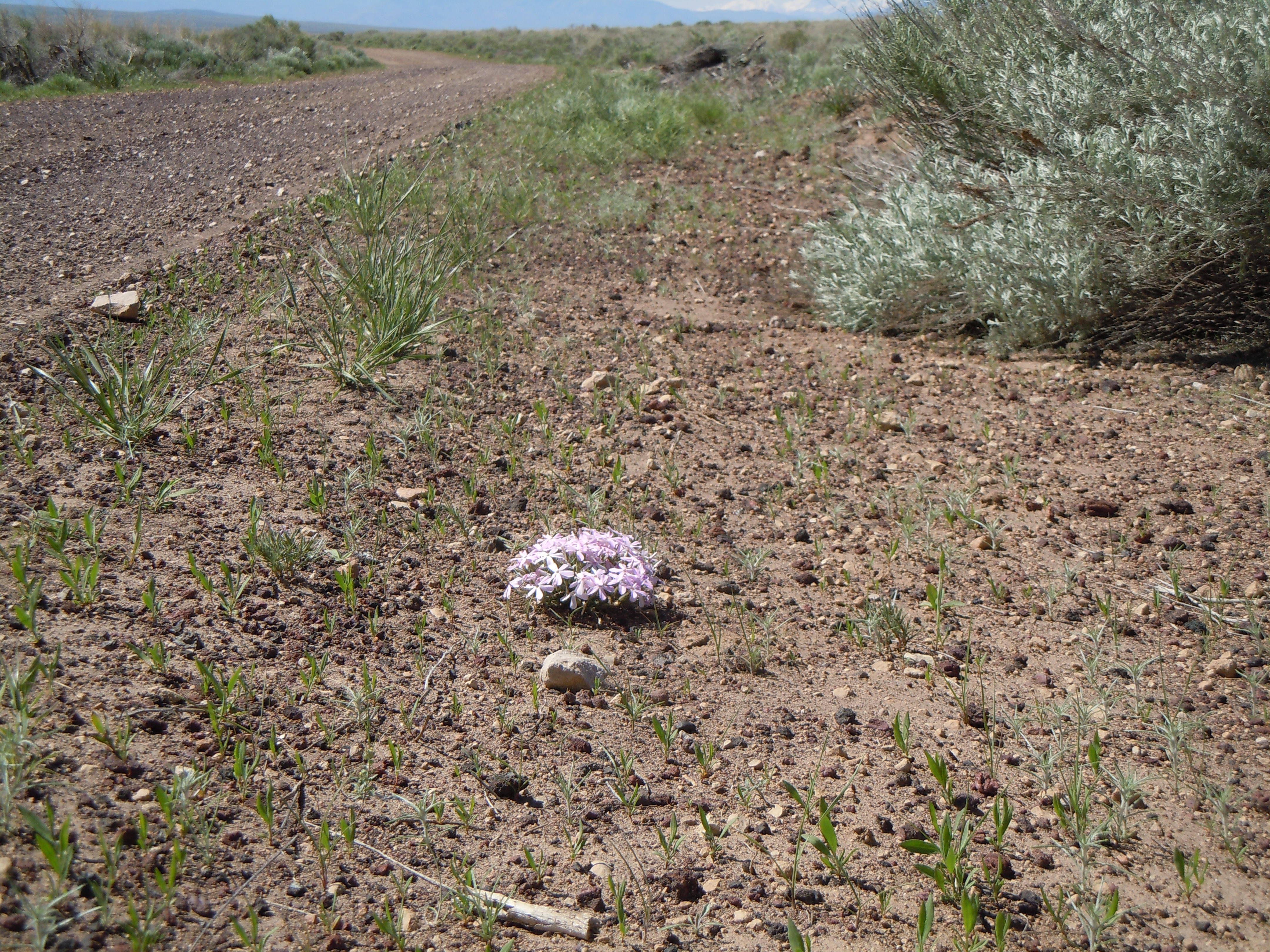